# Tătărăștii de Criș, Hunedoara
Tătărăștii de Criș este un sat în comuna Vața de Jos din județul Hunedoara, Transilvania, România.